# Tylko Kaśka

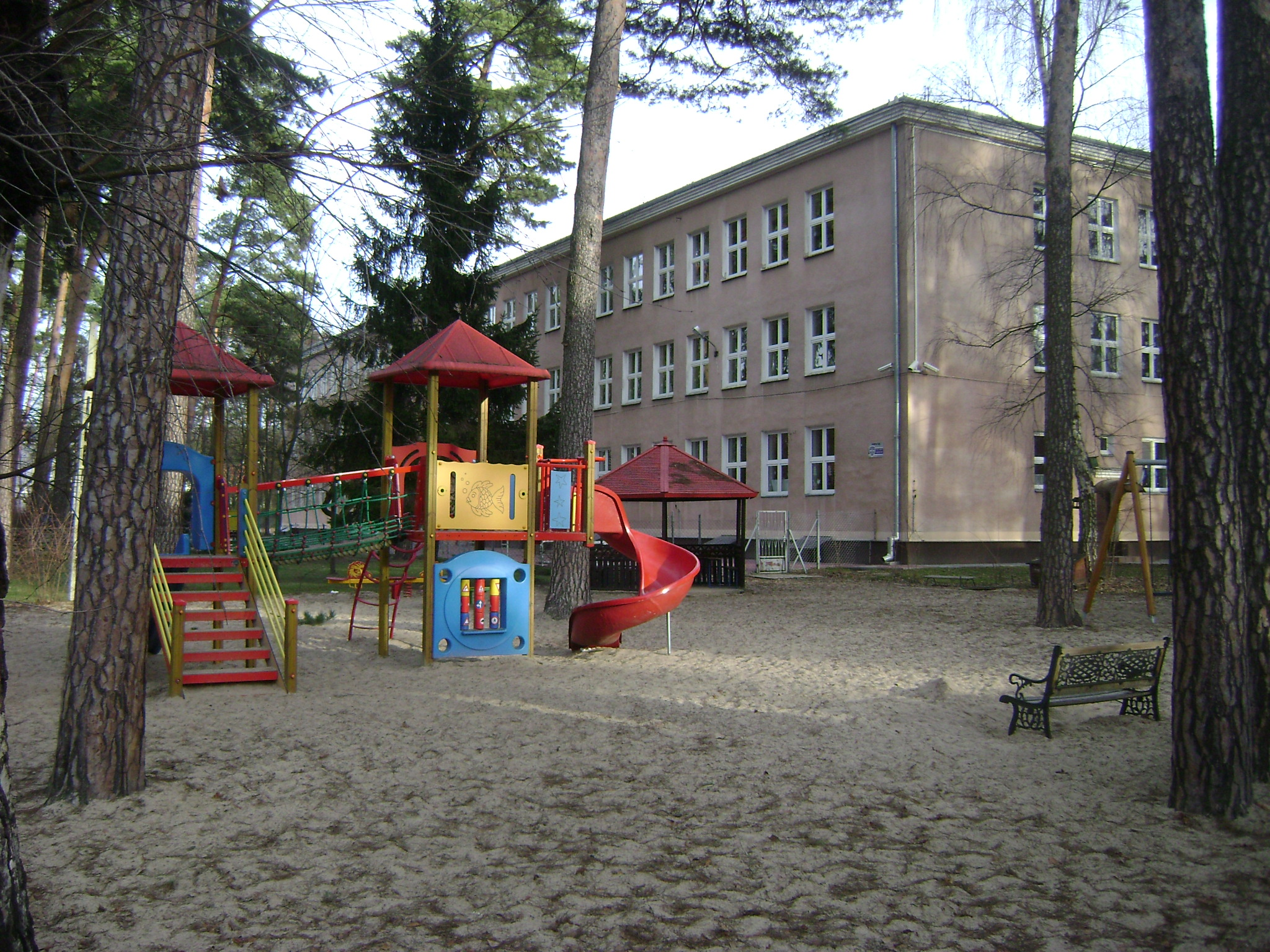
Szkoła przy ul. Żeromskiego 15
w Konstancinie, gdzie zrealizowano część zdjęć do serialu

Tylko Kaśka – polski serial telewizyjny dla młodzieży z 1980 roku produkcji Telewizji Polskiej. Reżyseria Włodzimierz Haupe. Scenariusz Janina Zającówna i Włodzimierz Haupe, na podstawie książki Zającówny Heca z Łysym. Film kręcony na taśmie 16 mm. 
Plenery: Konstancin (budynek szkoły przy ul. Żeromskiego 15, cegielnia, ruiny willi Zagłobin, ul. Matejki).

## Fabuła
Wyrośnięci chłopcy ze starszych klas szkoły podstawowej, wykorzystując przewagę fizyczną, zastraszają młodszych kolegów szkolnych. Upokarzają ich, każąc nosić za sobą teczki i wyłudzają od nich pieniądze. Przywódca tej bandy nosi pseudonim Łysy. Ośmiela im się przeciwstawić tylko Kaśka, inteligentna i uparta dziewczyna z tej samej szkoły. Kaśka ma dwóch braci, młodszego o rok Andrzeja i siedmioletniego Jarka. Oni również angażują się w walkę z Łysym, a wkrótce dołącza do Kaśki grupa jej kolegów, którzy też będą bronić słabszych.

## Spis odcinków
1. Groźba
2. Polowanie na Andrzeja
3. Kocham Jacka
4. Co się dzieje z Marcinem?
5. Koty mają się dobrze
6. Porwanie
7. Masz czas do jutra

## Obsada
- Katarzyna Surmiak-Domańska − Kaśka
- Anna Seniuk − mama Kaśki
- Stanisław Mikulski − ojciec Kaśki
- Rafał Wieczyński − Andrzej, brat Kaśki
- Jan Jakub Wecsile − Jarek, brat Kaśki
- Alina Janowska − ciotka Wanda
- Teresa Lipowska − nauczycielka
- Janusz Zakrzeński − ojciec Marcina
- Zygmunt Fok − woźny
- Mariusz Bonk − Łysy
- Michał Kwiatkowski
- Jarosław Orlikowski
- Bożena Szopek
- Paweł Szymkowiak – Plujka
- Dariusz Rymuza
- Ryszard Umiński
- Emilia Krakowska − Okońska, sąsiadka Kaśki
- Henryk Talar − nauczyciel